# Legends Never Die (album de Juice Wrld)
 (juin 2022).
La mise en forme du texte ne suit pas les recommandations de Wikipédia : il faut le « wikifier ».
Les points d'amélioration suivants sont les cas les plus fréquents :
- Les titres sont pré-formatés par le logiciel. Ils ne sont ni en capitales, ni en gras.
- Le texte ne doit pas être écrit en capitales (les noms de famille non plus), ni en gras, ni en italique, ni en « petit »…
- Le gras n'est utilisé que pour surligner le titre de l'article dans l'introduction, une seule fois.
- L'italique est rarement utilisé : mots en langue étrangère, titres d'œuvres, noms de bateaux, etc.
- Les citations ne sont pas en italique mais en corps de texte normal. Elles sont entourées par des guillemets français : « et ».
- Les listes à puces sont à éviter, des paragraphes rédigés étant largement préférés. Les tableaux sont à réserver à la présentation de données structurées (résultats, etc.).
- Les appels de note de bas de page (petits chiffres en exposant, introduits par l'outil «  Source ») sont à placer entre la fin de phrase et le point final[comme ça].
- Les liens internes (vers d'autres articles de Wikipédia) sont à choisir avec parcimonie. Créez des liens vers des articles approfondissant le sujet. Les termes génériques sans rapport avec le sujet sont à éviter, ainsi que les répétitions de liens vers un même terme.
- Les liens externes sont à placer uniquement dans une section « Liens externes », à la fin de l'article. Ces liens sont à choisir avec parcimonie suivant les règles définies. Si un lien sert de source à l'article, son insertion dans le texte est à faire par les notes de bas de page.
- La présentation des références doit suivre les conventions bibliographiques. Il est recommandé d'utiliser les modèles {{Ouvrage}}, {{Chapitre}}, {{Article}}, {{Lien web}} et/ou {{Bibliographie}}. Le mode d'édition visuel peut mettre en forme automatiquement les références.
- Insérer une infobox (cadre d'informations à droite) n'est pas obligatoire pour parachever la mise en page.

Pour une aide détaillée, merci de consulter Aide:Wikification.
Si vous pensez que ces points ont été résolus, vous pouvez retirer ce bandeau et améliorer la mise en forme d'un autre article.
Pour l’article homonyme, voir Legends Never Die.
Legends Never Die est le troisième album studio du rappeur et chanteur américain Juice Wrld. Il a été publié à titre posthume par Grade A Productions et Interscope Records le 10 juillet 2020. L'album fait suite à la mort de Juice Wrld à la suite d'une saisie liée à la drogue sept mois auparavant, le 8 décembre 2019. Il présente des apparitions d'invités the Weeknd, Trippie Redd, Marshmello, Polo G, the Kid Laroi, et Halsey.
Legends Never Die a reçu des critiques généralement positives et a fait ses débuts aux États-Unis Billboard 200 avec 497 000 unités équivalentes à un album au cours de sa première semaine. Il a également atteint le numéro un dans plusieurs autres pays, dont l'Australie, le Canada, l'Irlande et le Royaume-Uni. L'album a été soutenu par six singles: "Righteous", "Tell Me U Luv Me", "Life's a Mess", "Come & Go", "Wishing Well", et "Smile".

## Contexte
En janvier 2020, un mois après la mort de Juice Wrld, il a été rapporté qu'au moins deux mille chansons avaient été enregistrées avant le décès du rappeur. 26 d'entre eux ont été divulgués sur la plateforme de streaming SoundCloud par l'utilisateur "999 WRLD". Le label de Juice (Grade A) et sa famille ont publié une déclaration concernant sa musique inédite : Du fond du cœur, nous tenons à remercier chacun d'entre vous pour votre adoration et votre amour sans partage pour Juice. Vous signifiiez le monde entier pour Juice et en écoutant sa musique, en regardant ses vidéos et en partageant vos histoires à son sujet, vous gardez sa mémoire vivante pour toujours. Nous prévoyons d'honorer les talents de Juice, son esprit et l'amour qu'il ressentait pour ses fans en partageant de la musique inédite et d'autres projets qu'il était passionnément en train de développer. Le 4 mai 2020, la petite amie de Juice, Ally Lotti, a fait référence à un album sous le titre de The Outsiders, que Juice Wrld avait l'intention de faire son prochain album. Cependant, le label et la famille en deuil de Juice Wrld ont choisi de retarder The Outsiders et de mettre d'abord un album hommage de 15 titres intitulé Legends Never Die qui a été annoncé le 7 juillet 2020. Deux jours après l'annonce de l'album, le manager de Juice, Lil Bibby, a fait allusion à une édition de luxe après que les fans aient demandé plus de chansons. Une nouvelle version de la dernière chanson de l'album "Man of the Year" a été ajoutée dans la liste des morceaux le 14 juillet 2020, quelques jours seulement après la sortie de l'album.

## Promotion
"Righteous" est sorti le 24 avril 2020, en tant que premier single de l'album, la chanson a culminé au numéro 11 du Billboard Hot 100 américain. "Tell Me U Luv Me" avec Trippie Redd, est sorti le 29 mai 2020, comme deuxième single de l'album, la chanson a culminé au numéro 38 du Billboard Hot 100. " Life's a Mess " avec Halsey, est sorti le 6 juillet 2020, en tant que troisième single de l'album, la chanson a culminé à la neuvième place du Billboard Hot 100. Une vidéo teaser de l'album est sortie plus tard dans la journée. "Come & Go" avec le producteur d'EDM Marshmello, est sorti le 9 juillet, en tant que quatrième single de l'album, la chanson a atteint la deuxième place du Billboard Hot 100. Le cinquième single de l'album, "Wishing Well", a été envoyé à la radio contemporaine rythmique le 28 juillet 2020, la chanson a culminé au numéro cinq du Billboard Hot 100. "Smile" avec The Weeknd, est sorti le 7 août 2020, comme sixième single de l'album, la chanson a atteint la huitième place du Billboard Hot 100.

## Réception critique
| Aggregate scores     | Aggregate scores |
| Source               | Rating           |
| -------------------- | ---------------- |
| AnyDecentMusic?      | 7.2/10           |
| Metacritic           | 75/100           |
| Review scores        |                  |
| Source               | Rating           |
| AllMusic             |                  |
| And It Don't Stop    | A–               |
| Clash                | 9/10             |
| The Guardian         |                  |
| HipHopDX             | 3.7/5            |
| The Line of Best Fit | 9/10             |
| NME                  |                  |
| Pitchfork            | 7.1/10           |
| RapReviews           | 6.5/10           |
| Rolling Stone        |                  |

Legends Never Die a reçu des critiques généralement positives. Chez Metacritic, qui attribue une note normalisée sur 100 aux critiques des publications professionnelles, l'album a reçu une note moyenne de 75, basée sur 10 critiques. Agrégateur AnyDecentMusic ? lui ont donné 7,2 sur 10, sur la base de leur évaluation du consensus critique. Écrivant pour Clash , Mike Milenko a acclamé l'album, le qualifiant de "poétique, prophétique et poignant". Milenko a en outre déclaré que la production de l'album fonctionnait bien avec la voix de Wrld et a noté "Life's a Mess", "Come & Go", "Man of the Year" et "Wishing Well" comme points forts du disque. Cependant, Milenko a estimé que "certaines pistes sont jetables". Sheldon Pearce de The Guardian a écrit que Legends Never Die est "surchargé, parfois souscrit et souvent puéril", mais les éloges ont été dirigés vers les performances de Wrlds sur l'album. Pearce a également salué la façon dont Wrld "conduit ses auditeurs à travers leur propre angoisse", se référant aux morceaux "Bad Energy" et "Fighting Demons", sur lesquels Pearce a estimé qu'il "ressemblait à un saint patron des masses mélancoliques". Le critique de The Line of Best Fit , Steven Loftin , qui a fait l'éloge de l'album, a écrit que c'est "à la fois une célébration et un document permanent pour l'esprit complexe qu'il [Wrld] était vraiment, et cela rend en effet justice à un esprit unique". AD Amorosi de Variety a déclaré: "Sur le plan sonore, par rapport au premier matériel SoundCloud de Juice WRLD, Legends Never Die , est positivement luxuriant - pas surproduit, mais relativement arrangé de manière élaborée". Fred Thomas d' AllMusic a donné une critique positive, déclarant: "Legends Never Die est une collection de chansons de Juice WRLD aussi forte que n'importe quelle autre, avec des chansons déjà brûlantes rendues plus intenses par l'ombre de leur créateur décédé qui plane sur l'album". Brody Kenny de HipHopDX a déclaré: "Legends Never Die fonctionne comme un au revoir à et de Juice WRLD. Ses souhaits exacts pour un album post-mort pourraient ne jamais être connus, mais cela évite de se sentir exploiteur". Robert Christgau a évalué Juice Wrld comme un "mélodiste anxieux" et a poursuivi en disant: Aussi facile que soient ses ruisseaux mélodieux de chants corrigés en hauteur, aussi fier de son talent et ait mérité son succès, il était effrayé et peu sûr de lui. Ce genre de tourment a toujours une composante biochimique et afflige les humains de toutes origines. Mais comment ne pas être exacerbé par le racisme systémique ? De nombreux rappeurs admettent que cela les afflige d'une manière ou d'une autre. Mais Juice Wrld l'a mis au premier plan, et pour moi, cela rend ses mélodies plus sympathiques et son art particulièrement touchant - je ressens pour ce toxicomane et j'apprécie davantage sa musique en conséquence. Matériellement, il s'est plutôt bien débrouillé pendant sa brève vie. Mais il était suffisamment honnête et décent pour mériter mieux. D'autres commentateurs ont été moins impressionnés. Dhruva Balram de NME a qualifié l'album de gonflé et a noté qu'il ne fait "peu pour servir la justice de son héritage [de Wrld]". Cependant, Barlam a fait l'éloge de la première moitié de l'album, tout en estimant que "l'intimité" des autres projets de Wrld manque sur Legends Never Die. Balram a décrit la critique comme suit: "Malgré la nature contagieuse de la plupart des morceaux, ce message est mis en sourdine ou laissé confus dans un album sinueux. La musique de Juice Wrld a pris vie le plus quand il a donné l'impression que vous étiez les deux seules personnes dans la pièce comme s'il s'adressait directement à vous, l'auditeur. Cette intimité manque malheureusement ici. Brandon Caldwell de Pitchfork a qualifié le disque de répétitif à certains moments, mais a déclaré que "les parties captivantes de Legends Never Die viennent quand Juice parle du fond du cœur". Écrivant pour Rolling Stone , Danny Schwartz a écrit que "l'album brille le plus lorsque Juice arrête de se regarder le nombril, lorsqu'il tempère son fatalisme avec un sentiment d'espoir et de solidarité, le yang de son yin dépressif". Schwartz a noté que les morceaux "Righteous" et "Wishing Well" se démarquent.